# 丁朝官制
丁朝被中国学者认为是越南第一个独立王朝。根据越南人的观点，丁朝是继吴朝之后越南第二个统一王朝。吴朝的官制现在已经难以考证，丁朝官制开启了越南官制的先河。

## 太平定制
965年，丁部领自称“万胜王”，968年丁部领称大胜明皇帝。在此期间，丁部领忙于削平十二使君的战事，无暇顾及官制建设。969年（大胜明皇帝二年），丁部领“封長子璉為南越王”，开始了建立国家机器的步骤。 970年，丁部领定年号“太平”，标志越南封建国家的创设开始完备。太平二年（971年），丁部领开始定“文武僧道阶品”，国家机器逐步完备。据陈朝时期的史书越史略记载，“以劉某為都護府，太師阮匐為定國公，黎桓為十道將軍”。都护府是丁朝负责刑狱的司法机关，定国公则是爵位，十道将军则是最高武官的职称。根据黎朝《大越史记全书》的记载，刘某应为刘基，职务应为都护府士师；丁部领还册封僧道，“僧綂吴真流赐号匡越大师，张麻尼为僧录道士，邓玄光授崇真威仪”
。同年，丁部领“以明珠公主嫁陈升，封升驸马都尉”，仿照中原王朝以女婿为驸马。
太平三年（972年），丁部领“封子璿為衛王，立季子項郎為太子”（越史略· 丁纪· 先王），仿效中原王朝设立了皇储“太子”，定立了“王”的爵位。
太平五年（974年）二月，丁部领将全国分为十道，“定十道军，一道十军，一军十旅，一旅十卒，一卒十伍，一伍十人，各戴四方平顶帽”，确立了军队体制。
太平六年（975年），丁部领“定文武冠服”。
太平年间，丁部领定立了独立封建王朝的官制和体制，为越南国家的奠基打下基础。

## 卫王时期
太平十年（979年）十一月，丁部领和长子丁琏被“福侯宏杜釋所弑”，之前，“越王璉使人殺太子項郎”
。丁朝的皇帝、太子、南越王，先后被杀。国家机器陷入瘫痪。福侯宏杜釋很可能是宦官或宫廷侍卫，后来也被阮匐杀死。
定国公阮匐和十道将军黎桓拥立卫王丁璿即皇帝位。卫王在位时间只有一年，官制留存记录也较少。在《越史略》中有如下的记录：“太平十年，先王遇弑，衛王尚幼，王乃攝行國政，稱為副王。”在卫王时期，黎桓消灭了阮匐等反对势力，自称“副王”摄政。“時諒州聞兵至，以狀聞。太后命南栅人范巨備為大將軍，率師拒之。”宋朝太宗帝派兵进攻越南，太后杨氏派范巨备为大将军，率兵马抵御。“大将军”此处应该是率兵出征的将帅的职称，并非常设。

## 外部文献
《越史略》